# Mikel Alonso
Mikel Alonso Olano (Tolosa, Guipúzcoa, 17 de mayo de 1980) es un exfutbolista español. Es el hijo mayor del que fuera también futbolista y entrenador Periko Alonso. Tiene dos hermanos menores: Xabi Alonso y Jon.
Jugaba como centrocampista defensivo. Su último equipo fue el Real Union.
Entrenó al Antiguoko, equipo que compite en División de Honor Juvenil y desde el 12 de junio de 2021 forma parte del staff técnico de la Real Sociedad B que dirige su hermano Xabi Alonso.

## Biografía
Al igual que su hermano Xabi, comenzó jugando en el Antiguoko, un equipo de fútbol base de la ciudad San Sebastián. Fue fichado por el Athletic Club para el juvenil de primer año en la temporada 97/98 durando solo un año en la disciplina rojiblanca, tras lo cual regresó al Antiguoko. La temporada siguiente fue una temporada histórica para el equipo del barrio del Antiguo, de San Sebastián, donde llegaron a semifinales de la Copa de Rey juvenil en cuyo vestuario compartió con su hermano Xabi, Aritz Aduriz y Andoni Iraola, los tres internacionales absolutos. Llegó en 1999 al filial de la Real Sociedad Tercera división.
Debutó con el primer equipo de la Real en la Primera división española el 22 de abril de 2001 jugando unos pocos minutos ante el Real Valladolid en el Estadio de Anoeta. A pesar de debutar en Primera siguió jugando en el filial hasta finalizar la temporada siguiente (2001-02). En 2002 fue subido a la primera plantilla. Durante sus dos primeras temporadas tuvo poco hueco en el equipo, jugó 9 partidos la temporada 2002-03 y 3 en la primera mitad de la campaña 2003-04. Su puesto en el campo estaba perfectamente cubierto por su hermano Xabi y Mikel Aranburu y tuvo un papel secundario en el subcampeonato de Liga de la temporada 2002-03.
Debido a ello aceptó ser cedido al Club Deportivo Numancia de Soria de la Segunda división española durante el mercado de invierno de la temporada 2003-04. En Soria, Mikel Alonso jugó una decena de partidos y contribuyó al ascenso de los sorianos a la Primera división española. Alonso, en una gran actuación personal, fue el autor de uno de los dos goles con los que los numantinos lograron en la última jornada el ascenso a Primera.
Tras finalizar la cesión regresó a la plantilla de la Real Sociedad cara a la temporada 2004-05. La marcha de su hermano Xabi al Liverpool le abrió un hueco en el equipo realista y así Mikel Alonso jugó como titular las dos temporadas siguientes, siendo en la segunda de ellas (la temporada 2005-06) el jugador más utilizado del equipo (37 partidos, 34 de ellos como titular). Si no fueron malas temporadas a nivel personal, si lo fueron en el plano colectivo, ya que la Real flirteó ambas temporadas con el descenso de categoría.
Sin embargo, la temporada 2006-07 fue pésima en todos los aspectos. Alonso perdió su sitio en el equipo y la Real Sociedad, en la peor temporada de las últimas décadas, descendió de categoría. Con la Real Sociedad ha jugado 111 partidos oficiales (103 de ellos en la Primera división española) y ha marcado 4 goles (2 en Liga).

### Cesión al Bolton
Cara a la temporada 2007-08 en Segunda división, la Real Sociedad cedió a Mikel Alonso por un año al Bolton Wanderers de la Premier League inglesa con una opción de compra al finalizar la cesión. El equipo inglés se interesó por hacer una prueba al jugador en su staff de pretemporada y tras superar Alonso dicha prueba, se reafirmó en su interés por ficharlo. La Real Sociedad aceptó ceder al jugador por una temporada debido a que contaba con un exceso de jugadores en el puesto de centrocampo defensivo y a que el Bolton se haría cargo del 100% del sueldo del jugador, lo que venía muy bien a la maltrecha economía del club donostiarra.
En el tramo inicial de la temporada 2007-08, Alonso tuvo sus minutos en el Bolton Wanderers. Llegó a disputar 7 partidos de la Premier League, así como un encuentro tanto en la Copa de la UEFA, como la Copa de la Liga Inglesa. El 25 de octubre Sammy Lee fue sustituido por Gary Megson como mánager del club debido a la desastrosa marcha del Bolton en la Liga, que solo había ganado 1 partido de 11 en el arranque de temporada. Con el nuevo técnico Alonso jugaría 2 partidos más de la Copa de la UEFA y otro de la Copa de la Liga. Sin embargo, el cambio de técnico y varias lesiones seguidas de Alonso le sacaron del once y a partir de noviembre no volvió a disputar un solo minuto en partido oficial, quedando al margen de los planes del nuevo técnico.  Al finalizar la temporada, el Bolton logró salvar la categoría.

### Regreso a España
El Bolton Wanderers decidió no ejercer su opción de compra del jugador y se finalizó su cesión, volviendo Alonso en julio de 2008 a la disciplina del club donostiarra.
Sin embargo Mikel Alonso no entraba dentro de los planes de la directiva de la Real Sociedad para la temporada 2008-09. La Real Sociedad, inmersa en una situación de Ley Concursal, trató de vender al jugador durante el verano por su alta ficha y al no conseguirlo, trató de forzar su marcha, dejándole sin ficha e incluyéndole en un ERE.  El jugador no llegó a disputar un solo minuto con la Real Sociedad durante la temporada 2008-09.
Finalmente Alonso llegó a un acuerdo para rescindir su contrato con la Real Sociedad en noviembre.  Tras pasar un período de prueba en el Swansea City de la Coca Cola Championship, fichó finalmente en enero de 2009 por lo que restaba de temporada por el Club Deportivo Tenerife de la Segunda División. En Tenerife Mikel jugó 11 partidos de Liga durante la segunda mitad de la temporada 2008-09 y logró con los canarios el ascenso a la Primera división española.
Tras prolongar su contrato con el Tenerife, en la temporada 2009-10 el centrocampista vasco volvió a jugar de nuevo en la Primera división española. Sin ser titular indiscutuble, sí llegó a jugar un importante número de partidos y marcó un gol. Sin embargo CD Tenerife no pudo cumplir el objetivo de mantener la categoría y descendió al finalizar la campaña. La temporada 2010-11 sigue jugando en el Tenerife, aunque esta vez en la Segunda División.
Tras finalizar la temporada 2010-11, descendió con el CD Tenerife a la Segunda División B.

### Regreso fallido a Inglaterra
Con 31 años, Mikel Alonso fichó a finales de junio de 2011 por el Charlton Athletic que disputa la tercera división inglesa, la Football League One.
Hizo su debut oficial con el Charlton el 5 de octubre de 2011 en un partido de la Football League Trophy. Sin embargo en toda la temporada no disputó un solo encuentro con el Charlton en ninguna de las dos principales competiciones (Liga y Copa) y tan solo disputó dos encuentros más en la Copa de la Liga. Al finalizar la temporada fue dado de baja en el equipo

### Real Unión
De cara a la temporada 2012-13 Alonso no consiguió encontrar equipo, pero trató de mantenerse en forma a la espera de una oportunidad entrenando con el Real Unión de Irún. Tras dos temporadas sin jugar profesionalmente al fútbol y cuando muchos consideraban su carrera profesional como finalizada, el 14 de julio de 2014 se anunció su fichaje por el Real Unión. Allí permaneció cuatro temporadas antes de retirarse en 2018.

## Selección autonómica
Ha jugado cinco amistosos con la selección de fútbol del País Vasco.

## Clubes y estadísticas
| Temporada                         | Club                              | Categoría                         | Liga  | Liga  | Copa  | Copa  | Europa | Europa | Total | Total |
| Temporada                         | Club                              | Categoría                         | Part. | Goles | Part. | Goles | Part.  | Goles  | Part. | Goles |
| --------------------------------- | --------------------------------- | --------------------------------- | ----- | ----- | ----- | ----- | ------ | ------ | ----- | ----- |
| 1999/00                           | Real Sociedad B                   | Tercera División                  | ¿?    | ¿?    | -     | -     | -      | -      | ¿?    | ¿?    |
| 2000/01                           | Real Sociedad B                   | Tercera División                  | ¿?    | ¿?    | -     | -     | -      | -      | ¿?    | ¿?    |
| 2000/01                           | Real Sociedad                     | Primera División                  | 1     | 0     | 0     | 0     | -      | -      | 1     | 0     |
| 2001/02                           | Real Sociedad B                   | Segunda División B                | 34    | ¿?    | -     | -     | -      | -      | 34    | ¿?    |
| 2001/02                           | Real Sociedad                     | Primera División                  | 1     | 0     | 0     | 0     | -      | -      | 1     | 0     |
| Total Real Sociedad B             | Total Real Sociedad B             | Total Real Sociedad B             | 103   | 8     | -     | -     | -      | -      | 103   | 8     |
| 2002/03                           | Real Sociedad                     | Primera División                  | 9     | 1     | 0     | 0     | -      | -      | 9     | 1     |
| 2003/04                           | Real Sociedad                     | Primera División                  | 3     | 0     | 2     | 1     | 0      | 0      | 5     | 1     |
| 2003/04                           | CD Numancia (cedido)              | Segunda División                  | 10    | 1     | -     | -     | -      | -      | 10    | 1     |
| 2004/05                           | Real Sociedad                     | Primera División                  | 35    | 0     | 2     | 1     | -      | -      | 37    | 1     |
| 2005/06                           | Real Sociedad                     | Primera División                  | 37    | 1     | 1     | 0     | -      | -      | 38    | 1     |
| 2006/07                           | Real Sociedad                     | Primera División                  | 18    | 0     | 2     | 0     | -      | -      | 20    | 0     |
| Total Real Sociedad               | Total Real Sociedad               | Total Real Sociedad               | 104   | 2     | 7     | 2     | 0      | 0      | 111   | 4     |
| 2007/08                           | Bolton Wand. (cedido)             | Premier League                    | 7     | 0     | 2     | 0     | 3      | 0      | 12    | 0     |
| 2008/09                           | Real Sociedad                     | Segunda División                  | 0     | 0     | 0     | 0     | -      | -      | 0     | 0     |
| 2008/09                           | C.D.Tenerife                      | Segunda División                  | 11    | 0     | -     | -     | -      | -      | 11    | 0     |
| 2009/10                           | C.D.Tenerife                      | Primera División                  | 28    | 1     | 2     | 0     | -      | -      | 30    | 1     |
| 2010/11                           | C.D.Tenerife                      | Segunda División                  | 19    | 2     | 1     | 0     | -      | -      | 20    | 2     |
| Total CD Tenerife                 | Total CD Tenerife                 | Total CD Tenerife                 | 58    | 3     | 3     | 0     | -      | -      | 61    | 3     |
| Total carrera en Primera División | Total carrera en Primera División | Total carrera en Primera División | 139   | 3     | 12    | 2     | 3      | 0      | 154   | 5     |
| Total carrera                     | Total carrera                     | Total carrera                     | 282   | 14    | 12    | 2     | 3      | 0      | 297   | 16    |

- Actualizado 2 de febrero de 2011.